# Estádio Commonwealth
O Estádio Commonwealth é um estádio multiuso localizado na cidade de Edmonton, no Canadá, foi inaugurado em 1978 para os Jogos da Commonwealth de 1978, e remodelado em 2001, tem capacidade para 56.302 torcedores, é a atual casa do time de futebol americano Edmonton Eskimos que disputa a Canadian Football League e foi sede do Campeonato Mundial de Atletismo de 2001.
O Estádio também foi usado para futebol, durante 1979 até 1982 foi usado pelo Edmonton Drillers da North American Soccer League e foi usado pelo FC Edmonton de 2011-2013 ocasionalmente para disputar o Campeonato Canadense de Futebol. Vai ser um dos estádios da Copa do Mundo FIFA de 2026.